# Éditions l'Instant Présent
Les Éditions l'Instant Présent publient des livres en sciences humaines, parentalité, pédagogie. Elles ont été créées en 2007 par une équipe d'éditrices travaillant en coopérative, promouvant des modalités de travail basées sur les échanges horizontaux et l'autonomie. Elles sont gérées par Victorine Meyers, Claudia Renau, Marlène Martin.
Les éditions l'Instant Présent publient des livres (78 au catalogue en février 2023) sur des sujets de société en rapport avec les enfants et les relations humaines, visant « l'empuissancement » (empowerment) des lecteurs : en sciences humaines Jeffrey Masson est en recherche aux archives Freud sur Le Réel escamoté, Olivier Maurel s'interroge sur les origines de la violence humaine, Sarah Blaffer Hrdy enquête sur les fondements de l'empathie du point de vue de la primatologie (préface de Jean-Jacques Hublin).
Aider à retrouver son pouvoir est aussi le but des livres de la collection Apprendre sur des approches alternatives de pédagogie comme l'apprentissage autonome et informel chez John Holt révélé en France dans les années 2000, Alan Thomas et Harriet Pattison, l'école du 3e type de Bernard Collot, l'approche de Maria Montessori, l'école démocratique racontée par Sophie Rabhi-Bouquet. Plusieurs livres abordent l'apprentissage hors école,, mode d'apprentissage étudié par la recherche française en sociologie et sciences de l'éducation.
Les Éditions l'Instant Présent souhaitent aussi faire connaître des approches appuyées sur les sciences cognitives appliquées à l'éducation : elles ont édité la version française d'un des livres de la série Visible Learning (en) du professeur de sciences de l'éducation néo-zélandais John Hattie.
En matière de naissance, les auteurs souhaitent contribuer à un meilleur « pouvoir pour soi » grâce à une meilleure connaissance et des expériences partagées : c'est le cas du livre du réseau Césarine sur la césarienne et l'AVAC (naissance par voie basse après césarienne). L'accouchement à domicile est abordé par les livres de Joëlle Terrien et de Muriel Bonnet del Valle.
La parentalité est abordée sous plusieurs éclairages : la parentalité positive avec 200 moments de parentalité positive (ou pas) de Gwendoline Vessot, l'hygiène naturelle infantile (Ingrid Bauer), l'allaitement (Plus de lait), la difficulté maternelle (Maman blues,), l'adoption (Cécile Flé), le maternage, le portage des bébés (Ingrid van den Peereboom), la diversification menée par l'enfant (DME), l'organisation au quotidien avec FlyLady (en).
Certains livres pratiques s'adressent aux femmes, comme celui sur le Flux instinctif libre de Jessica Spina.
La collection Les petits instants propose des albums bilingues français-anglais pour les enfants.
Les livres sont diffusés en librairie, sur le site des éditions et dans les salons comme Primevère ou le Salon du livre.

## Les auteurs
- Clara Bellar, réalisatrice du film Être et Devenir
- Association Maman blues représentée par Nadège Beauvois-Temple
- Sarah Blaffer Hrdy
- Bernard Collot, créateur de l'école du 3e type
- John Taylor Gatto
- John Hattie
- John Holt
- Alfie Kohn
- Jeffrey Moussaieff Masson
- Olivier Maurel
- Michel Odent
- Brigitte Oriol, psychothérapeute avec Alice Miller
- André Stern
- Alan Thomas